# Pegasus (bil)

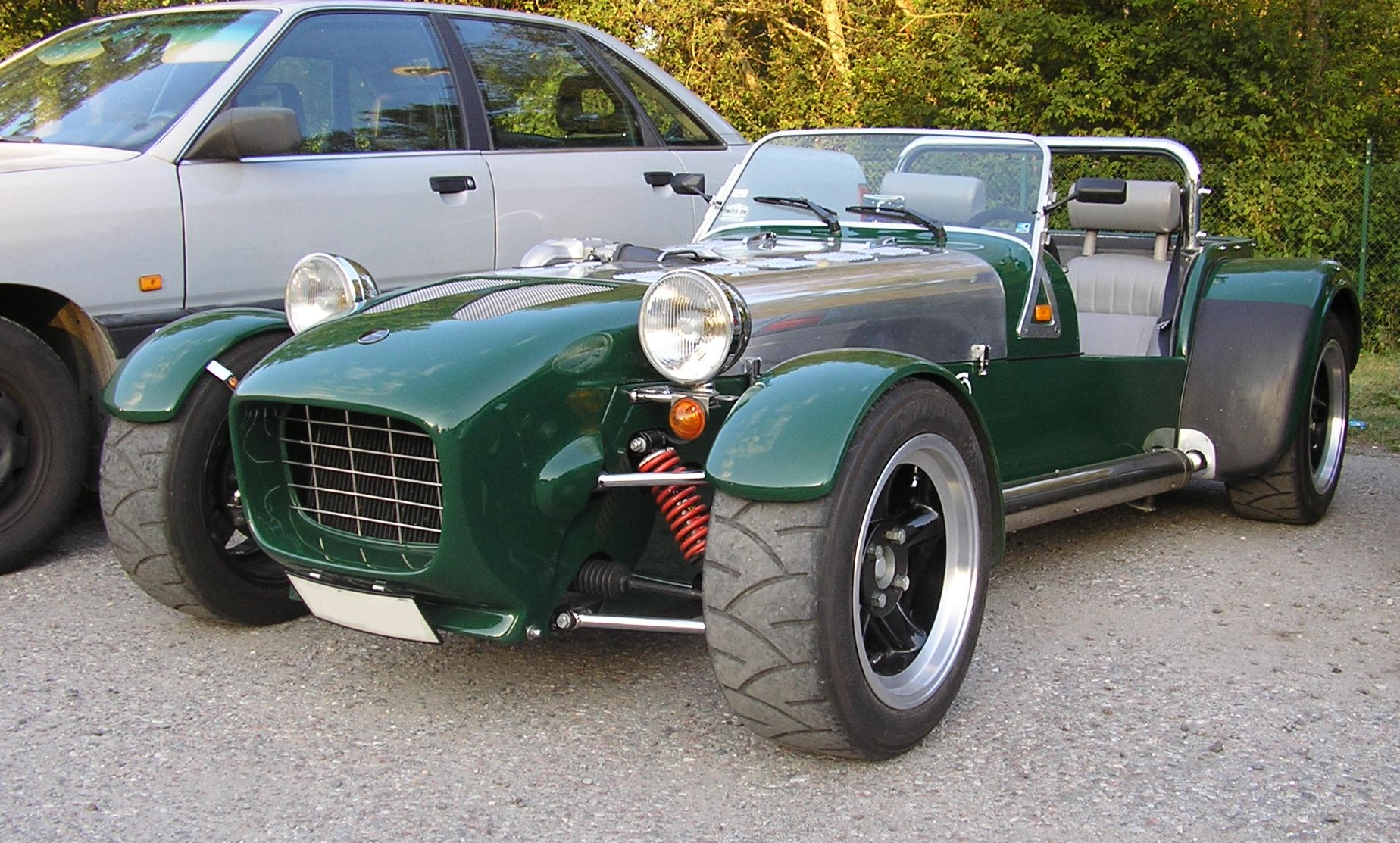
Pegasus

Pegasus är en sportbil kraftigt influerad av Lotus Seven som tillverkas av Pegasus Automobile GmbH i Ganderkesee, Tyskland. Pegasus säljs som byggsatsbil.